# Baraboi, Odesa
Baraboi (în ucraineană Барабой) este un sat în comuna Dalnic din raionul Odesa, regiunea Odesa, Ucraina, formată numai din satul de reședință.

## Demografie
Componența lingvistică a comunei Baraboi
     Ucraineană (86,48%)
     Rusă (10,8%)
     Română (1,53%)
     Alte limbi (0,52%)
Conform recensământului din 2001, majoritatea populației comunei Baraboi era vorbitoare de ucraineană (86,48%), existând în minoritate și vorbitori de rusă (10,8%) și română (1,53%).